# My Friend Dahmer (pel·lícula)
My Friend Dahmer és una pel·lícula biogràfica de drama psicològic estatunidenca del 2017 escrita i dirigida per Marc Meyers sobre l'assassí en sèrie estatunidenc Jeffrey Dahmer. La pel·lícula està basada en la  novel·la gràfica del mateix nom del 2012 del dibuixant John "Derf" Backderf, que havia estat amic de Dahmer a l'escola secundària als anys setanta, fins que el moment en què Dahmer va obtenir la seva primièra el 1978. Les estrelles de cinema Ross Lynch com a Dahmer, Alex Wolff com a Derf, Dallas Roberts com a Lionel, el pare de Jeffrey, i Anne Heche com a Joyce, la mare de Jeffrey.
La pel·lícula es va estrenar al Festival de Cinema de Tribeca de 2017 i es va estrenar als Estats Units el 3 de novembre de 2017 per Hulu. La pel·lícula va recaptar $ 1,4 milions a tot el món i va rebre ressenyes generalment positives de la crítica, que van lloar la seva precisió històrica i el rendiment de Lynch.

## Argument
El 1974, Jeffrey Dahmer és un estudiant de primer de secundària que viu a Bath (Ohio), amb els seus pares, Lionel i Joyce, i el seu germà petit Dave. En Jeffrey desenvolupa una obsessió amb un corredor masculí que veu cada dia des del seu autobús escolar. Per afició, recull animals morts que dissol en os amb productes químics del seu pare, que és químic. Aquesta afició s'inicia pel seu interès obsessiu per com s'"encaixen els animals".
El 1978, Lionel trenca la col·lecció d'ossos d'en Jeffrey i li ordena que faci amics a l'escola. Durant l'escola, Jeffrey imita el discurs i els gestos de la seva mare dissenyadora d'interiors (que té paràlisi cerebral), captant l'atenció de l'aspirant artista John "Derf" Backderf i els seus amics. Jeffrey inspira a Derf perquè el dibuixi en diverses situacions; dibuixos que posteriorment s'incorporarien a la novel·la gràfica de Derf My Friend Dahmer. Derf i els seus amics formen el "Club de fans de Dahmer", fent servir Jeffrey per a una varietat de bromes (conegudes com "Fer un Dahmer"), com ara col·locar-lo a cada foto de l'anuari i dirigir-se a una reunió amb el Vicepresident Walter Mondale durant una excursió escolar a Washington, D.C.
La Joyce comença a relaxar-se davant d'una malaltia mental crònica, la qual cosa fa que augmenten les baralles entre ella i Lionel. Per fer-ho, Jeffrey recorre a beure molt i comença a matar animals. El corredor amb qui està obsessionat resulta ser el Dr. Matthews, el metge d'un dels amics de Derf. Jeffrey fingeix un refredat perquè pugui tenir una cita amb ell i pugui examinar a Jeffrey nu. El dr. Matthews es posa incòmode quan nota que Jeffrey té una erecció. A casa, Jeffrey es masturba davant l'incident i fantaseja amb tenir sexe amb el cadàver del Dr. Matthews. Comença a perseguir al Dr. Matthews amb una bat de beisbol, però mai hi entra.
El pare d'en Jeffrey es trasllada a fora. Jeffrey intenta mantenir-se connectat amb els seus amics, però finalment s'allunya d'ells. En graduar-se, Lionel lliura a Jeffrey les claus del Volkswagen Beetle de la família que més tard utilitzaria per cometre el seu primer assassinat. Desconegut per Lionel, Joyce abandona Ohio per viure amb familiars a Wisconsin, s'emporta Dave amb ella i deixa en Jeffrey completament sol.
Aquella nit, Derf veu en Jeffrey caminant cap a casa amb sang a les ungles. Derf li ofereix una gira, trobant-lo vivint sol sense plans de futur. Derf li diu que marxarà a la universitat i li ofereix els seus dibuixos de Jeffrey, que Jeffrey rebutja. Jeffrey convida a Derf a dins a prendre una cervesa, però el rebutja. Mentre Derf torna al seu cotxe, Jeffrey té la intenció de colpejar-lo amb un bat de beisbol però el deixa a terra. Quan Derf torna a casa, s'adona del bat. Jeffrey no torna a tenir contacte amb els seus amics de secundària.
Dues setmanes més tard, en Jeffrey atrapa a l'autoestopista Steven Hicks. Els crèdits de tancament assenyalen que Hicks no es va tornar a veure mai més i Jeffrey Dahmer va admetre haver matat 17 homes quan finalment va ser arrestat el 1991.

## Repartiment
- Ross Lynch com Jeffrey Dahmer, el fill de Lionel i Joyce, que té fantasies obsessives de violació, canibalisme i necrofília.
- Alex Wolff com a John "Derf" Backderf, el millor amic de Dahmer i un aspirant a artista gràfic.
- Vincent Kartheiser com el Dr. Matthews
- Anne Heche com a Joyce Dahmer, la dona de Lionel i la mare de Jeffrey
- Dallas Roberts com a Lionel Dahmer, el marit de Joyce i el pare de Jeffrey
- Tommy Nelson com a Neil Davis, un dels amics de Dahmer i Backderf
- Harrison Holzer com a Mike, un dels amics de Dahmer i Backderf
- Cameron McKendry com a Moose, el mató a l'escola secundària de Jeffrey
- Miles Robbins com a Lloyd Figg
- Liam Koeth com a Dave Dahmer, el germà de Jeffrey
- Lily Kozub com a Bridget, la noia que Jeffrey va recollir per a la graduació de secundària
- Dave Sorboro com Steven Hicks

## Producció
El guió va aparèixer a la The Black List  del 2014.
Ross Lynch va ser elegiy com a Dahmer adolescent el 2016. Lynch va treballar anteriorment com a actor adolescent de Disney Channel, sobretot protagonitzant el programa Austin & Ally. John Backderf, l'autor de la novel·la gràfica, es va mostrar entusiasmat amb aquest càsting en contra, afirmant que l'actuació de Lynch deixaria els espectadors "incòmodes perquè és tan familiar". Més tard al mes Alex Wolff, Vincent Kartheiser i Anne Heche es van unir al repartiment, amb Heche interpretant la mare de Dahmer.
El rodatge va tenir lloc a Bath (Ohio) i Middleburg Heights (Ohio). Les escenes que representen la vida domèstica de Dahmer es van filmar a la casa infantil actual de Dahmer a Ohio. Els actors de la pel·lícula van dir que era molt estrany estar a la casa on vivia l'assassí en sèrie. També van esmentar que la casa és on va començar la patologia de Dahmer.
En comparació amb el còmic, Derf s'afegeix a escenes de la pel·lícula en què no estava present actualment, inclosa l'escena de pesca, el viatge de DC i la pilota. També va ser Derf, no Neil, qui es va sentir malament per l'incident de compres. El més destacat, va ser Neil qui va portar a Dahmer el trajecte final a casa, no a Derf, i probablement va ser just després de l'assassinat d'Hicks, no abans.

## Llançament
My Friend Dahmer fou estrenada al Festival de Cinema de Tribeca el 21 d'abril de 2017. El 15 de maig de 2017, FilmRise va adquirir els drets de distribució de la pel·lícula amb la intenció d'estrenar-la a la tardor. La pel·lícula es va estrenar en sales limitades el 3 de novembre de 2017, amb una estrena més àmplia després del mes.

## Recepció

### Resposta crítica
Al lloc web de l'agregador de ressenyes Rotten Tomatoes, la pel·lícula té una valoració del 86% basada en 105 ressenyes, amb una valoració mitjana de 7/10. Les lectures crítiques de consens del lloc, "My Friend Dahmer obre una finestra a la creació d'un assassí en sèrie les conclusions del qual són tan empàtiques com profundament preocupants." Metacritic, un altre agregador de ressenyes, va donar a la pel·lícula una puntuació mitjana ponderada de 68 sobre 100, basada en 26 ressenyes, indicant "crítiques generalment favorables".

### Taquilla
My Friend Dahmer va ser un fracàs de taquilla, recaptant 1.4 milions de dòlars d’un presssupost de 1.5 milions.